# Tipula assamensis
Tipula assamensis là một loài ruồi trong họ Ruồi hạc strobliana Alexander, 1971
{{subst:user:cheers!/ref}}